# جامعة دونيتسك الطبية الوطنية
جامعة دونيتسك الطبية الوطنية مؤسسة تعليم عالي أوكرانية، (بالأوكرانية: Донецький національний медичний університет) هي جامعة تقع في دنيبروبتروفسك أوبلاست، أوكرانيا. أُسِّسَت هذه الجامعة في سنة 1930.